# Islandská fotbalová reprezentace
Islandská fotbalová reprezentace zastupuje Island na mezinárodních fotbalových soutěžích. V roce 2018 se dostala na finálový turnaj Mistrovství světa ve fotbale. Druhým nejlepším výsledkem je 2. místo v kvalifikaci na MS 2014. Postoupila tak do baráže, ve které neuspěla s Chorvatskem.
Dalším zajímavým momentem se stal přátelský zápas s Estonskem 24. dubna 1996, ve kterém poprvé v historii mezistátních fotbalových zápasů hráli otec a syn ve stejném zápase – tehdy sedmnáctiletý Eiður Guðjohnsen vystřídal ve druhém poločase svého otce Arnóra.
6. září 2015 se Island poprvé kvalifikoval na významný fotbalový turnaj (na EURO 2016 ve Francii) a s cca 300 tisíci obyvateli se stal nejméně lidnatou zemí, které se podařilo probojovat na evropský šampionát (do té doby to bylo Slovinsko s cca 2 miliony obyvatel).

## Mistrovství světa
Seznam zápasů islandské fotbalové reprezentace na MS
| Rok    | Účast                                           | Soupisky |
| ------ | ----------------------------------------------- | -------- |
| 1930   | Ne                                              | –        |
| 1934   | Ne                                              | –        |
| 1938   | Ne                                              | –        |
| 1950   | Ne                                              | –        |
| 1954   | Přihláška k účasti v kvalifikaci odmítnuta      | –        |
| 1958   | Nepostoupili z kvalifikace                      | –        |
| 1962   | Ne                                              | –        |
| 1966   | Ne                                              | –        |
| 1970   | Ne                                              | –        |
| 1974   | Nepostoupili z kvalifikace                      | –        |
| 1978   | Nepostoupili z kvalifikace                      | –        |
| 1982   | Nepostoupili z kvalifikace                      | –        |
| 1986   | Nepostoupili z kvalifikace                      | –        |
| 1990   | Nepostoupili z kvalifikace                      | –        |
| 1994   | Nepostoupili z kvalifikace                      | –        |
| 1998   | Nepostoupili z kvalifikace                      | –        |
| 2002   | Nepostoupili z kvalifikace                      | –        |
| 2006   | Nepostoupili z kvalifikace                      | –        |
| 2010   | Nepostoupili z kvalifikace                      | –        |
| 2014   | Nepostoupili z baráže                           | –        |
| 2018   | nepostoupili ze skupiny                         | Soupiska |
| 2022   | Nepostoupili z kvalifikace                      | –        |
| Celkem | účast – 1× zlato – 0×, stříbro – 0×, bronz – 0× |          |

## Mistrovství Evropy
Seznam zápasů islandské fotbalové reprezentace na Mistrovství Evropy
| Rok    | Účast                                           | Soupisky |
| ------ | ----------------------------------------------- | -------- |
| 1960   | Ne                                              | –        |
| 1964   | Nepostoupili z kvalifikace                      | –        |
| 1968   | Ne                                              | –        |
| 1972   | Ne                                              | –        |
| 1976   | Nepostoupili z kvalifikace                      | –        |
| 1980   | Nepostoupili z kvalifikace                      | –        |
| 1984   | Nepostoupili z kvalifikace                      | –        |
| 1988   | Nepostoupili z kvalifikace                      | –        |
| 1992   | Nepostoupili z kvalifikace                      | –        |
| 1996   | Nepostoupili z kvalifikace                      | –        |
| 2000   | Nepostoupili z kvalifikace                      | –        |
| 2004   | Nepostoupili z kvalifikace                      | –        |
| 2008   | Nepostoupili z kvalifikace                      | –        |
| 2012   | Nepostoupili z kvalifikace                      | –        |
| 2016   | Vyřazení ve čtvrtfinále Francií                 | Soupiska |
| 2020   | Nepostoupili z kvalifikace                      |          |
| 2024   | Nepostoupili z baráže                           | –        |
| Celkem | účast – 1× zlato – 0×, stříbro – 0×, bronz – 0× |          |

## Zajímavé výsledky
Islandská reprezentace už dokázala uhrát slušné výsledky s několika reprezentacemi, nejlepšími výsledky jsou zřejmě zápasy s Itálií (2:0) z roku 2004 a Tureckem (5:1) z roku 1991. V roce 2001 také dokázal Island poprvé porazit českou reprezentaci v kvalifikační skupině na MS 2002 výsledkem 3:1.

13. října 2014 porazil Island poprvé v historii Nizozemsko (2:0), stalo se tak v kvalifikaci na EURO 2016. Nizozemce Island porazil i v odvetě 3. září 2015 (1:0) a výrazně tak našlápl k přímému postupu na evropský šampionát.. Na Mistrovství Evropy ve fotbale 2016 ve Francii porazili islandští fotbalisté v osmifinále Anglii (2:1) a zajistili si postup do čtvrtfinále šampionátu, kde podlehli Francii 2:5 a na turnaji skončili.. V historicky prvním zápase na Mistrovství světa dokázal Island remizovat s Argentinou 1:1 i díky tomu, že Hannes Halldórsson chytil penaltu Messimu.
| Datum        | Domácí     | Hosté         | Výsledek |
| ------------ | ---------- | ------------- | -------- |
| 11. 6. 1977  | Island     | Severní Irsko | 1:0      |
| 24. 9. 1980  | Turecko    | Island        | 1:3      |
| 17. 6. 1991  | Island     | Turecko       | 5:1      |
| 25. 9. 1991  | Island     | Španělsko     | 2:0      |
| 1. 9. 2001   | Island     | Česko         | 3:1      |
| 8. 9. 2004   | Island     | Itálie        | 2:0      |
| 9. 9. 2014   | Island     | Turecko       | 3:0      |
| 10. 10. 2014 | Lotyšsko   | Island        | 0:3      |
| 13. 10. 2014 | Island     | Nizozemsko    | 2:0      |
| 3. 9. 2015   | Nizozemsko | Island        | 0:1      |
| 27. 6. 2016  | Anglie     | Island        | 1:2      |
| 17. 6. 2018  | Argentina  | Island        | 1:1      |

## Dresy
| Období    | Dodavatel dresů |
| --------- | --------------- |
| 1947–1992 | Adidas          |
| 1993–2001 | Reusch          |
| 2002–     | Erreà           |